# Reliktzecke
Die Reliktzecke (Haemaphysalis concinna, von lateinisch concinnus ‚zierlich‘) ist eine Schildzecke aus der Gattung Haemaphysalis. Ihr Verbreitungsgebiet reicht von Osteuropa über Russland bis nach China. Auch in Frankreich, Deutschland, Tschechien, Österreich, Polen und auf dem Balkan gibt es stabile Vorkommen. Hauptwirt sind Rehe, aber auch andere Huftiere, Hasen, Hunde und Katzen. Auch Menschen werden relativ häufig befallen. Larven und Nymphen befallen neben Rehen auch Nagetiere, Igel, Reptilien und Vögel. Die Zecke kann Francisella tularensis, den Erreger der Tularämie (Hasenpest), das FSME-Virus, Coxiella burnetii (Erreger des Q-Fiebers), das Dabie-Bandavirus und Rickettsia sibirica übertragen. Sie spielt als Vektor für diese Erkrankungen aber wohl nur eine untergeordnete Rolle. Von tiermedizinischer Bedeutung ist sie vor allem für die Schafhaltung.
Die Reliktzeckenweibchen sind bis zu 4 mm lang. Die Palpen ragen seitlich hervor, ihre Basis ist kurz und breit. Der Körper ist fast rund. Der hintere Rand des Hinterleibs weist deutliche Einkerbungen auf. Von der ähnlichen Haemaphysalis punctata unterscheidet sie sich darin, dass den Weibchen Cornua fehlen und die Männchen einen langen Sporn an der vierten Coxa tragen.
Der bevorzugte Lebensraum sind lichte Mischwälder, wobei feuchte Areale wie Ufer von Flüssen und Seen bevorzugt werden. Adulte sind von Mitte April bis August aktiv. Larven treten von Ende Mai bis Oktober, Nymphen von Mitte April bis Oktober auf. Unter optimalen Bedingungen dauert der Lebenszyklus 194 bis 252 Tage.